# 보은전천후육상경기장
보은전천후육상경기장(報恩全天候陸上競技場, Boeun All-weather Athletics Track)은 대한민국 충청북도 보은군에 있는 스포츠 시설이다. 몬도트랙이 갖춰진 육상 경기장이며, 2011년에 준공되었다.

## 참고 문헌
- “보은전천후육상경기장”. 보은군청.
- 《2019년 전국 공공체육시설 현황 (2018년말 기준)》. 대한민국 문화체육관광부. 2020.
- 《2023 전국 공공체육시설 현황 (2022년 12월말 기준)》. 대한민국 문화체육관광부. 2024.

## 같이 보기
- 보은공설운동장